# 和久津晶
和久津 晶（わくつ あきら、1978年2月17日 - ）は、競技麻雀のプロ雀士。日本プロ麻雀連盟所属。Mリーグでは2020-21シーズンまでセガサミーフェニックスに所属していた。愛称は「超攻撃型麻雀アマゾネス」。東京都出身。現在、同団体の段位は七段。
和久津晶と高宮まりが池袋に「MALUTA CAFE」をオープン。
麻雀最強戦2023 打倒最強位決戦優勝。

## 略歴
日本プロ麻雀連盟の23期生として2007年にプロ入り。
2011年にプロクイーン決定戦で初優勝。
2012年に行われた第7期女流桜花決定戦では、120pt以上あった首位魚谷とのポイント差を一時ひっくり返すも、再び捲り返され準優勝。
翌年の第8期女流桜花決定戦では最終戦オーラスを迎えた時点でトータルトップに立ちながら吾妻さおりに捲られ2年連続の準優勝。
続く第9期女流桜花決定戦にも出場するも3位となり、女流桜花獲得には至らなかった。
2014年の第23期麻雀マスターズでは最終戦オーラスで一旦トップに立つも、西島一彦に満貫ツモ条件を満たされ逆転を許しG1タイトル獲得はならなかった。
同年に行われた第12期プロクイーン決定戦では最終半荘でトータルトップだった茅森早香を捲り、2回目のプロクイーン決定戦優勝を果たした。
2015年の第32期鳳凰戦後期B1リーグにおいて首位でA2リーグに昇級すると第33期鳳凰戦A2リーグは初挑戦ながら持ち前の爆発力で昇級争いを繰り広げ、最終節の上位4名による戦いでは過去2度鳳凰位に輝いている荒正義との昇級争いを制しA1リーグへの昇級を決め、浦田和子以来2人目の女性A1リーガーとなった。第34期鳳凰戦から3年間A1リーグに出場し続けたが、2020年の第37期鳳凰戦からは再びA2リーグに出場となったが、2023年には再びA1リーグに昇格した。
2019年に放送された第17回女流モンド杯では、予選・準決勝をトータル4位で通過し決勝進出。1回戦目（座り順東家から和泉、宮内、石井、和久津）では放銃が相次ぎ－52ポイントで4位となった。2回戦目（座り順変わらず）では1回戦目と異なりアガりが多く見られ、東場終了時点で5万点を超える大きなトップとなり南入。南場でもアガりを重ね、1回戦目トップの宮内を捲りオーラスの親番へ。最後は全員ノーテンで悲願の初優勝となった。
なお、1回戦目トップの宮内がラスに、2着の和泉が3着に、3位の石井が2着になったため総合優勝の和久津が＋28ポイント、2位の宮内が＋5ポイント、3位の和泉が－9ポイント、4位の石井が－14ポイントと女流モンド杯屈指の大接戦となった。
2019年、Mリーグ2019ドラフト会議にて、セガサミーフェニックスに指名される。
2021年、Mリーグ2020-21をもって、セガサミーフェニックスと契約満了になり、退団する形になった。
2023年6月より開催されるMトーナメント2023に出場する。

## 人物
好きなタイプは清潔、サディストで、好きな芸能人は大沢たかお。

## 主な成績
- プロクイーン決定戦 優勝 (第9期・第12期)

## Mリーグ成績
| シーズン | チーム                 | 半荘 | 個人スコア | 個人スコア | 個人スコア | 最高スコア | 最高スコア | 4着回避率 | 4着回避率 | 連対率 | トップ率 | 平均 着順 | 1着 | 1.5 | 2着 | 2.5 | 3着 | 3.5 | 4着 | 参照   |
| シーズン | チーム                 | 半荘 | Pt         | 順位       | 平均       | 点         | 順位       | 率        | 順位      | 連対率 | トップ率 | 平均 着順 | 1着 | 1.5 | 2着 | 2.5 | 3着 | 3.5 | 4着 | 参照   |
| -------- | ---------------------- | ---- | ---------- | ---------- | ---------- | ---------- | ---------- | --------- | --------- | ------ | -------- | --------- | --- | --- | --- | --- | --- | --- | --- | ------ |
| 2019-20  | セガサミーフェニックス | 15   | ▲130.0     | 19/29      | ▲8.7       | 49,000     | 22/29      | 0.6000    | 27T/29    | 53.3%  | 26.7%    | 2.60      | 4   | 0   | 4   | 0   | 1   | 0   | 6   | [ 9 ]  |
| 2020-21  | セガサミーフェニックス | 19   | ▲280.9     | 28/30      | ▲14.8      | 58,800     | 15/30      | 0.5789    | 29/30     | 31.6%  | 21.1%    | 2.89      | 4   | 0   | 2   | 0   | 5   | 0   | 8   | [ 10 ] |
| 通算     | 通算                   | 34   | ▲410.9     | ▲410.9     | ▲12.1      | 58,800     | 58,800     | 58.8%     | 58.8%     | 41.2%  | 23.5%    | 2.76      | 8   | 0   | 6   | 0   | 6   | 0   | 14  |        |

- 個人賞は規定打荘数（20半荘）以上の選手が対象
- 着順の1.5、2.5、3.5は1着同着、2着同着、3着同着

| シーズン               | チーム                 | 半荘                   | 個人スコア             | 個人スコア             | 最高スコア             | 4着回避率              | 連対率                 | トップ率               | 平着                   | 1着                    | 1.5                    | 2着                    | 2.5                    | 3着                    | 3.5                    | 4着                    |                        |
| シーズン               | チーム                 | 半荘                   | Pt                     | 平均                   | 最高スコア             | 4着回避率              | 連対率                 | トップ率               | 平着                   | 1着                    | 1.5                    | 2着                    | 2.5                    | 3着                    | 3.5                    | 4着                    |                        |
| セミファイナルシリーズ | セミファイナルシリーズ | セミファイナルシリーズ | セミファイナルシリーズ | セミファイナルシリーズ | セミファイナルシリーズ | セミファイナルシリーズ | セミファイナルシリーズ | セミファイナルシリーズ | セミファイナルシリーズ | セミファイナルシリーズ | セミファイナルシリーズ | セミファイナルシリーズ | セミファイナルシリーズ | セミファイナルシリーズ | セミファイナルシリーズ | セミファイナルシリーズ | セミファイナルシリーズ |
| ---------------------- | ---------------------- | ---------------------- | ---------------------- | ---------------------- | ---------------------- | ---------------------- | ---------------------- | ---------------------- | ---------------------- | ---------------------- | ---------------------- | ---------------------- | ---------------------- | ---------------------- | ---------------------- | ---------------------- | ---------------------- |
| 2019-20                | セガサミーフェニックス | 3                      | ▲41.7                  | ▲13.9                  | 33,300                 | 66.7%                  | 33.3%                  | 0%                     | 3.00                   | 0                      | 0                      | 1                      | 0                      | 1                      | 0                      | 1                      |                        |
| セミファイナル通算     | セミファイナル通算     | 3                      | ▲41.7                  | ▲13.9                  | 33,300                 | 66.7%                  | 33.3%                  | 0%                     | 3.00                   | 0                      | 0                      | 1                      | 0                      | 1                      | 0                      | 1                      |                        |
| ファイナルシリーズ     |                        |                        |                        |                        |                        |                        |                        |                        |                        |                        |                        |                        |                        |                        |                        |                        |                        |
| 2019-20                | セガサミーフェニックス | 1                      | 54.2                   | 54.2                   | 34,200                 | 100%                   | 100%                   | 100%                   | 1.00                   | 1                      | 0                      | 0                      | 0                      | 0                      | 0                      | 0                      |                        |
| ファイナル通算         | ファイナル通算         | 1                      | 54.2                   | 54.2                   | 34,200                 | 100%                   | 100%                   | 100%                   | 1.00                   | 1                      | 0                      | 0                      | 0                      | 0                      | 0                      | 0                      |                        |
| ポストシーズン通算     | ポストシーズン通算     | 4                      | 12.5                   | 3.1                    | 34,200                 | 75.0%                  | 50.0%                  | 25.0%                  | 2.50                   | 1                      | 0                      | 1                      | 0                      | 1                      | 0                      | 1                      |                        |

## 作品

### 一般DVD
- 麻雀プロリーグ 至高の一局（2015年12月2日、AMGエンタテイメント）- 解説

## 出演

### オリジナルビデオ
- むこうぶち16 高レート裏麻雀列伝 無邪気（2019年1月25日、GPミュージアム）監督:片岡修二[11]

### テレビ
- 女流モンド杯（MONDO TV）